# Jim Gurfein
Jim Gurfein, né le 4 janvier 1961 à New York, est un joueur de tennis américain.

## Palmarès

### Finale en simple (1)
| No | Date       | Nom et lieu du tournoi          | Catégorie | Dotation | Surface         | Vainqueur  | Score    |  |
| -- | ---------- | ------------------------------- | --------- | -------- | --------------- | ---------- | -------- |  |
| 1  | 15-11-1982 | Bangkok Tennis Classic, Bangkok |           | 75 000 $ | Moquette (int.) | Mike Bauer | 6-1, 6-2 |  |

### Titre en double (1)
| No | Date       | Nom et lieu du tournoi | Catégorie | Dotation | Surface      | Partenaire  | Finalistes                       | Score    |  |
| -- | ---------- | ---------------------- | --------- | -------- | ------------ | ----------- | -------------------------------- | -------- |  |
| 1  | 22-02-1982 | Egyptian Open Le Caire |           | 75 000 $ | Terre (ext.) | Drew Gitlin | Heinz Günthardt Markus Günthardt | 6-4, 7-5 |  |

### Finales en double (3)
| No | Date       | Nom et lieu du tournoi           | Catégorie       | Dotation  | Surface      | Vainqueurs                   | Partenaire     | Score    |          |
| -- | ---------- | -------------------------------- | --------------- | --------- | ------------ | ---------------------------- | -------------- | -------- | -------- |
| 1  | 21-09-1981 | Grand Prix Passing Shot Bordeaux |                 | 75 000 $  | Terre (ext.) | Andrés Gómez Belus Prajoux   | Anders Järryd  | 7-5, 6-3 |          |
| 2  | 23-11-1981 | Manille Grand Prix Manille       | Grand Prix      | 75 000 $  | Terre (ext.) | Mike Bauer John Benson       | Drew Gitlin    | 6-4, 6-4 |          |
| 1  | 03-10-1983 | Torneo Conde de Godó Barcelone   | GP World Series | 200 000 $ | Terre (ext.) | Anders Järryd Hans Simonsson | Erick Iskersky | 7-5, 6-3 | Parcours |